# エイブラハム・スタンヤン

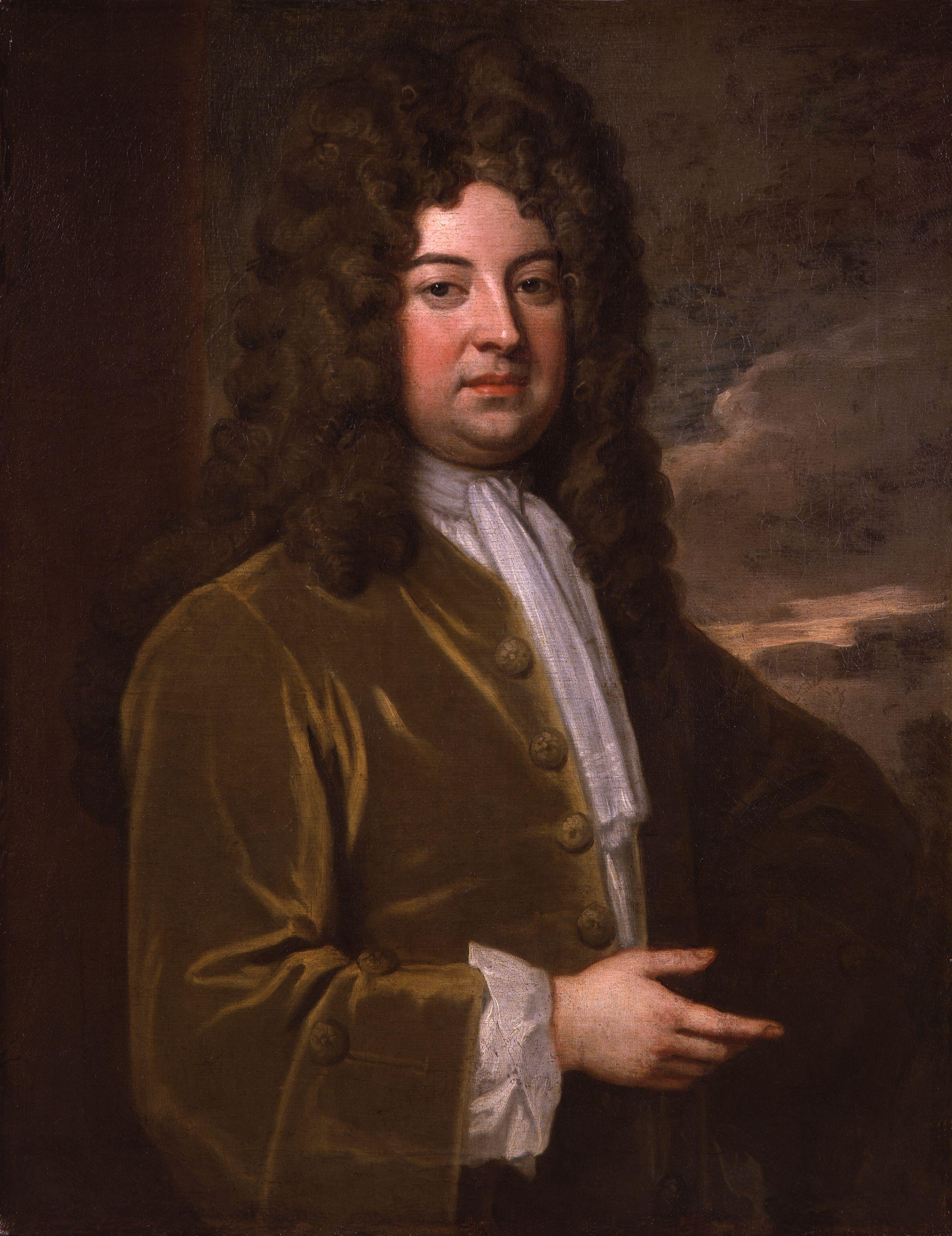
ゴドフリー・ネラーによる肖像画、1710年から1711年頃。キット＝カット肖像画。

エイブラハム・スタンヤン（英語: Abraham Stanyan、1672年2月28日 – 1732年9月）は、イギリスの外交官、政治家。在スイスイギリス特命全権公使（在任：1705年 – 1714年）、在オーストリアイギリス特命全権公使（在任：1716年 – 1718年）、在オスマン帝国イギリス大使（在任：1718年 – 1730年）を歴任し、庶民院議員（在任：1715年 – 1717年）を務めた。弟に『ギリシャ史』を著したテンプル・スタンヤンがいる。

## 生涯

### 生い立ち
ローレンス・スタンヤン（Lawrence Stanyan、1725年没、商人・農家）とドロシー・ナップ（Dorothy Knapp、1730年没、ヘンリー・ナップの娘）の三男として、1672年2月28日にミドルセックスのモンケン・ハッドリーで生まれた。「エイブラハム」という名前は同名の祖父（Abraham Stanyan、1610年頃 – 1683年、円頂党の軍人）に由来する。

### 外交官の道を歩む
1690年にミドル・テンプルに入学したが、すぐに外交官の道に転じ、同年から1691年まで在オスマン帝国イングランド大使サー・ウィリアム・トランブルの秘書官を務めた。スタンヤンは外国駐在の官職を好むようになり、トランブルもスタンヤンに高評価を与え、北部担当国務大臣在任中の1697年9月10日にスタンヤンを在ヴェネツィア共和国イングランド弁理公使第4代マンチェスター伯爵チャールズ・モンタギュー付き秘書官に任命した。スタンヤンは1697年12月初にヴェネツィアに到着、1698年2月末に離任した。1698年に初代準男爵サー・ウィリアム・ノリスがイングランド代表としてムガル帝国皇帝アウラングゼーブのもとに派遣されるとき、スタンヤンはノリスの秘書官として招聘されたが、それを断り、翌年にイングランド枢密院秘書官の1人に任命された。直後の1699年6月に再びマンチェスター伯爵（在フランスイングランド大使）付き秘書官に任命され、1700年6月末にパリを離れた。

### 在スイス公使
パリを離れた後はしばらく官職につかなかったが、1705年5月に在スイスイングランド特命全権公使に任命された。1705年はスペイン継承戦争の最中であり、スタンヤンは赴任にあたりイタリアにおける同盟軍向けの為替手形を持っていったほか、フランスのスイスにおける影響力を削ぐという任務にもついており、同盟軍がスイスを通過する許可を勝ち取る必要もあった。スイスに到着してすぐはチューリッヒに滞在したが、すぐにベルンに移った。
1707年6月16日にヌーシャテル女侯爵マリー・ド・ヌムールが死去すると、ヌーシャテル侯領の継承を主張する人物が大勢現れた（少なくとも13人はいたという）。フランスの影響力増大を恐れるスタンヤンはヌーシャテルに急行、そこで在スイスオランダ公使ルンケル（Runckel）とともにプロイセン王フリードリヒ1世による継承を主張した。フランス王ルイ14世は1万2千人の軍勢をヌーシャテル侯領との国境に配置して圧力をかけたが、スタンヤンは1708年1月にバーデンに集まったプロテスタント側カントンに対し「全てのカントンが侵攻される恐れがある」と主張、ベルン州が全軍でヌーシャテルを守ると表明するに至り、フランス大使ピュイジユー（Puisieulx）が敗北する形となった。
スタンヤンは1709年2月に一時帰国したが、すぐにスイスに戻り、1710年2月にサヴォイア公国への秘密任務を命じられた。同年にベルン州から15万ポンドの借款交渉に成功、1711年3月に在プロイセン王国特命公使への転任が決定されたが、北部担当国務大臣ヘンリー・シンジョンの説得にもかかわらずアン女王はスタンヤンの任命を拒否したため、スタンヤンは在スイス公使に留任した。1712年から1713年まで神聖ローマ皇帝カール6世とサヴォイア公ヴィットーリオ・アメデーオ2世の調停役を務め、ミラノで2人にユトレヒト条約案の内容に従うよう同意させた。
ユトレヒト条約が1713年に締結された後、スタンヤンは帰国して、翌年にスイスでの見聞についてAn Account of Switzerland written in the year 1714（ロンドン、八折り判、1714年）を出版した。この著作は1世代後の第4代チェスターフィールド伯爵フィリップ・スタンホープや18世紀末から19世紀初にかけての歴史学者ウィリアム・コックスも参考にしたという。

### ハノーヴァー朝にて
1714年8月にジョージ1世が即位した後、スタンヤンがホイッグ党に所属していることもあって下級海軍卿（Lord of Admiralty）に任命され、1717年4月まで務めた。ホイッグ党のキット＝カット・クラブにも加入しており、同クラブ会員としての肖像画が現存する。一方で野党派ホイッグ党に属するアレキサンダー・ポープなどの文人とも友好な関係を維持しており、ポープの『イーリアス』（Iliad）を購入している。
母ドロシー・ナップとメアリー・ナップ（初代コバム子爵リチャード・テンプルの母）が姉妹にあたるため、コバム子爵の支持を受け、1715年イギリス総選挙でバッキンガム選挙区から出馬してトーリー党候補に勝利した。
1716年7月16日に在オーストリアイギリス特命全権公使に任命され、同年12月初にウィーンに到着した。1717年10月に枢密院秘書官に任命されたため庶民院議員を辞任した。1717年11月に在オスマン帝国イギリス大使としての辞令を受け、1718年3月にウィーンを離れて9月にコンスタンティノープルに到着した。以降1730年に帰国するまで在オスマン帝国イギリス大使を12年間務めたが、後任の第8代キノール伯爵ジョージ・ヘイから「実務家でないか、そのやり方を忘れた」「毎日ソファの上で女と過ごした」などと酷評された。
帰国した後、1731年1月から6月まで王璽尚書委員会の委員を務めた。1732年9月9日から11日までの間に生涯未婚のまま死去、遺言状で自身の所有するダイヤリングを友人のコバム子爵に譲った。また、大使館員にも少額の遺贈を与え、残りの分は弟テンプル・スタンヤンが継承した。